# لایشتنشتاین (بادن-وورتمبرگ)
لایشتنشتاین (به آلمانی: Lichtenstein) یک شهر در آلمان است که در Reutlingen واقع شده‌است.